# Sero Cabai
Sero Cabai är ett berg i Aruba (Kungariket Nederländerna). Den ligger i den centrala delen av landet, 11 km öster om huvudstaden Oranjestad. Toppen på Sero Cabai är 169 meter över havet. Det är det fjärde högsta berget på Aruba. Berget ligger i nationalparken Arikok.